# Macromitrium pulchellum
Macromitrium pulchellum là một loài rêu trong họ Orthotrichaceae. Loài này được (Hornsch.) Brid. mô tả khoa học đầu tiên năm 1826.